# Liste des évêques de Wichita
Cette page présente la Liste des évêques de Wichita dans le Kansas.
Le diocèse de Wichita (Dioecesis Wichitensis) est créé le 2 août 1887, par détachement de celui de Leavenworth.

## Sont évêques
- 11 février 1888-† 13 juillet 1920 : John Hennessy (John Joseph Hennessy)
- 10 mars 1921-† 2 octobre 1939 : Augustus Schwertner (Augustus John Schwertner)
- 27 décembre 1939-† 19 novembre 1946 : Christian Winkelmann (Christian Herman Winkelmann)
- 15 février 1947-27 septembre 1967 : Mark Carroll (Mark Kenny Carroll)
- 2 décembre 1967-16 juillet 1982 : David Maloney (David Monas Maloney)
- 17 novembre 1982-4 octobre 2001 : Eugène Gerber (Eugène John Gerber)
- 4 octobre 2001-25 novembre 2003 : Thomas Olmsted (Thomas James Olmsted)
- 25 novembre 2003-28 janvier 2005 : siège vacant
- 28 janvier 2005-8 avril 2013 : Michael Jackels (Michael Owen Jackels)
- 8 avril 2013 - 20 février 2014 : siège vacant
- depuis le 20 février 2014[1] : Carl Allan Kemme

### Sources
- L'ANNUAIRE PONTIFICAL, sur le site http://www.catholic-hierarchy.org, à la page